# Belesar (Villalba)
Belesar (llamada oficialmente San Martiño de Belesar) es una parroquia española del municipio de Villalba, en la provincia de Lugo, Galicia.

## Otras denominaciones
La parroquia también es conocida por el nombre de San Martín de Belesar.

## Organización territorial
La parroquia está formada por treinta y siete entidades de población, constando veinticinco de ellas en el nomenclátor del Instituto Nacional de Estadística español:

### Entidades de población
Entidades de población que forman parte de la parroquia:
- A Cabanela
- A Folgada
- Aldea
- A Penadanta
- A Riba
- As Forcadas
- Atadoira (A Atadoira)
- Baltar
- Cabanamille
- Caibanca (Caivanca)
- Campello
- Cordal (O Cordal)
- Crucitaira (A Crucitaira)
- Currela (A Currela)
- Ferreiroa (A Ferreiroa)
- Lagares
- Len
- Meire
- Montaña
- O Espiño
- O Fontao
- O Outeiro
- Os Barreiros
- Pedrapicada
- Penarredonda
- Pereira
- Perrorodríguez (Perrodríguez)
- Picheira (A Picheira)
- Reboutas
- Reibocha (A Reibocha)
- Ribeira (A Ribeira)
- Sande
- Santoro
- Vilanova
- Vilasilvestre

### Despoblados
Despoblados que forman parte de la parroquia:
- Camiño Real (O Camiño Real)
- Cascudo

## Demografía
| Gráfica de evolución demográfica de Belesar entre 2000 y 2021 |
|                                                               |
| Datos según el nomenclátor publicado por el INE.              |

## Festividades
- Corpus Cristi a principios de junio, es la fiesta en la que tienen lugar las comuniones del pueblo.
- Santo Ángel a finales de septiembre, es la fiesta a la que acuden numerosas familias para celebrar meriendas campestres.
- San Martiño a principios de noviembre, es la principal fiesta de la parroquia.